# Bactrocera neocognata
Bactrocera neocognata är en tvåvingeart som beskrevs av Drew och Albany Hancock 1994. Bactrocera neocognata ingår i släktet Bactrocera och familjen borrflugor. Inga underarter finns listade.